# Nervios subescapulares
Los nervios subescapulares pueden referirse a: 
- Nervio subescapular superior
- Nervio subescapular inferior

Los nervios subescapulares están inervados por la división posterior del plexo braquial. Estos nervios forman parte de un grupo de nervios que inervan los músculos que mueven la escápula. El nervio subescapular superior se inserta directamente en la porción superior del músculo subescapular, inervándolo así. El nervio subescapular inferior contiene dos ramas. Una rama se inserta en la porción inferior del músculo subescapular y la otra rama se inserta en el teres mayor.
El nervio subescapular medio, conocido como nervio toracodorsal, también se ramifica desde la división posterior del plexo braquial. Este nervio inerva el músculo dorsal ancho.